# Angry Birds Fight!
Angry Birds Fight! è stato un gioco rompicapo uscito nel 2015 per dispositivi iOS e Android, è il sedicesimo gioco basato sui famosi uccellini arrabbiati distribuito da Rovio Entertainment. Il 1º agosto 2017 il gioco è stato rimosso sia dal Play Store che dall'App Store per poi essere dismesso a novembre.

## Trama
I maialini sono tornati, e gli Angry Birds sono pronti a dare battaglia in difesa delle loro uova. Bisogna sconfiggere tutti i maialini presenti nelle isole dei Birds.

## Modalità di gioco
Il videogioco praticamente era un clone del precursore Puyo Puyo: si dovevano collegare in verticale od orizzontale almeno tre uccellini dello stesso tipo ed eliminarli dal gioco, così facendo si ottenevano punti attacco e difesa che sarebbero stati utilizzati nella sezione successiva, il combattimento, la quale era gestita interamente dal computer e chi avrebbe fatto meglio nella sezione rompicapo sarebbe stato il vincitore. Durante il gioco si potevano ottenere armi e scudi che avrebbero aumentato il potenziale del giocatore. All'inizio si disponeva solo dell'uccellino Red e proseguendo con il gioco si potevano ottenere tutti gli altri; vincendo le battaglie ogni bird poteva salire di livello e così diventare sempre più forte. Per ogni livello si aveva un tempo limite. Nel videogioco era presente il multiplayer in modo da confrontarsi coi giocatori in tutto il mondo, necessario per poter proseguire con l'avventura.

## Personaggi
Gli uccellini utilizzabili erano sei, e si sbloccavano con l'avanzare dei livelli o usando le gemme azzurre ottenibili durante i combattimenti o come premi. Ognuno aveva le sue caratteristiche differenti.
- Red: Sputa fuoco
- Matilda: Fa uova
- Blues: Si triplica
- Stella: Fa bolle
- Bomb: Esplode
- Chuck: Sputa fulmini

## Scenari
- Piccola isola: Il primo livello e tutorial.
- Isola tropicale: la prima vera isola che si incontrerà nel gioco.
- Zipangu: Isola a tema giapponese.
- Dolce isola: Isola a tema dolciumi e canditi.
- Isola maledetta: Tema horror in quest'isola.
- S'Isula 'e su Tzurpu: Isola a tema sardo.